# Giuseppe Dolfi

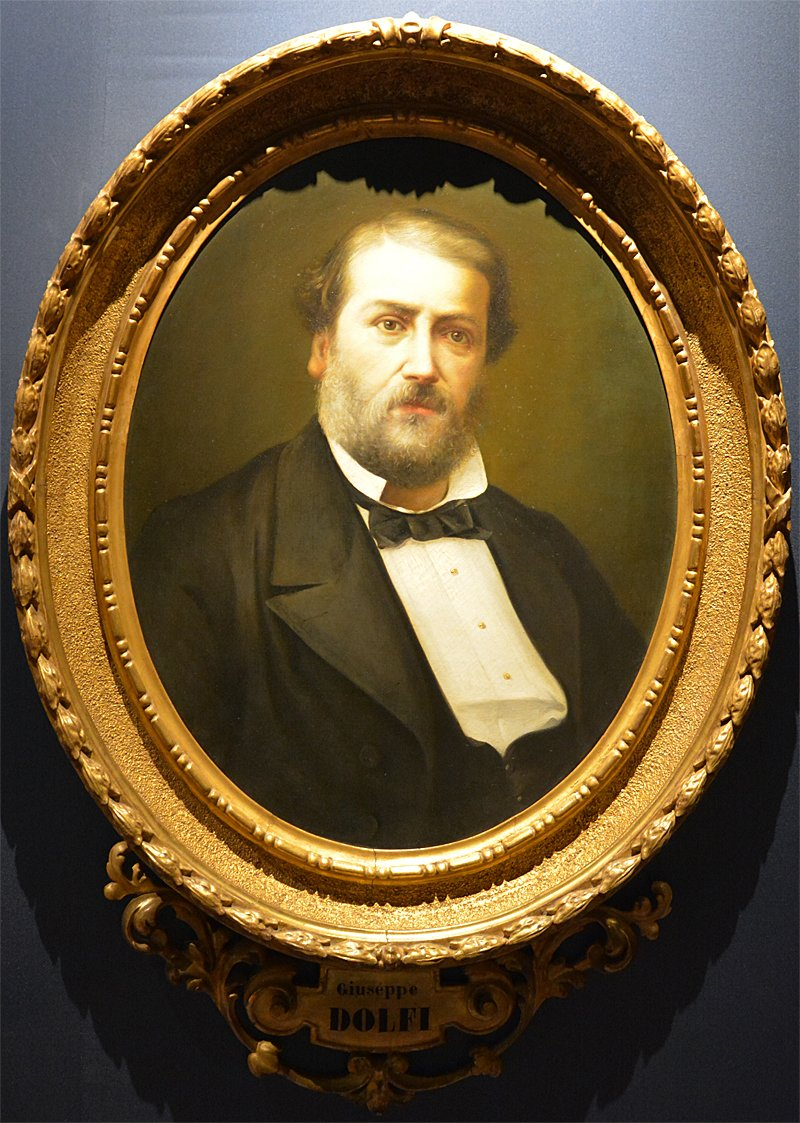
Ritratto di Giuseppe Dolfi (Giovanni Costa, olio su tela)

Giuseppe Dolfi (Firenze, 3 maggio 1818 – Firenze, 26 luglio 1869) è stato un patriota e massone italiano, che combatté per la liberazione di Firenze dai Lorena e per l'annessione della Toscana al Regno di Sardegna..

## Biografia
Giuseppe Dolfi, di professione fornaio e abitante nel popolare quartiere fiorentino di Borgo San Lorenzo fu un abile oratore, dedito fin da giovane all'ideale risorgimentale. Aderì ben presto alla fitta rete clandestina che faceva capo alla Giovine Italia di Mazzini divenendo uno dei principali rappresentanti in Toscana. Prudente ma incessante fu la sua opera di reclutamento e, approfittando anche del clima non repressivo che era proprio del Granducato toscano, nonché della sua professione, riuscì ben presto a creare una cerchia di patrioti che - caso raro - radunò sia i proprietari terrieri come Bettino Ricasoli, sia gli intellettuali come Pietro Thouar e Domenico Guerrazzi, sia ovviamente il "popolo minuto" di cui Dolfi era ormai il rappresentante unico e più autorevole.
Il movimento di "liberazione" fiorentino iniziò a radunare già nel 1857 enormi masse popolari nelle principali piazze di Firenze e delle altre principali città granducali, in manifestazioni tanto rumorose quanto pacifiche. Il governo granducale reagì timidamente con alcuni arresti, fra i quali quello dello stesso Dolfi, avvenuto a Livorno, dove nel frattempo il fornaio si era spostato per coordinare il moto rivoluzionario di quella città. La sua detenzione fu breve e, subito dopo la scarcerazione, Dolfi poté nuovamente tornare a capeggiare la rivolta.
Fu nel 1859, che di concerto con il barone Ricasoli, Dolfi si convertì all'idea di far annettere la Toscana al Regno di Sardegna, subordinando questo passaggio a quello più ambizioso dell'unità d'Italia. Ottenuto con voto plebiscitario questo risultato, Dolfi dedicò gli ultimi anni della sua vita al miglioramento delle condizioni di vita e di lavoro delle classi più povere della sua città, ricevendo per questo gli attestati di stima di Garibaldi e Mazzini di cui fu amico e corrispondente.
Giuseppe Dolfi morì a Firenze nel 1869. La città gli tributò funerali solenni, ai quali parteciparono le più eminenti personalità del neonato Regno d'Italia.